# Amphictyonie
Ne doit pas être confondu avec Amphictyon, un personnage mythologique grec.
Ne doit pas être confondu avec GECT Amphictyony, un groupement européen de coopération territoriale entre des villes jumelées et des zones de la Méditerranée, à vocation de préservation patrimoniale.

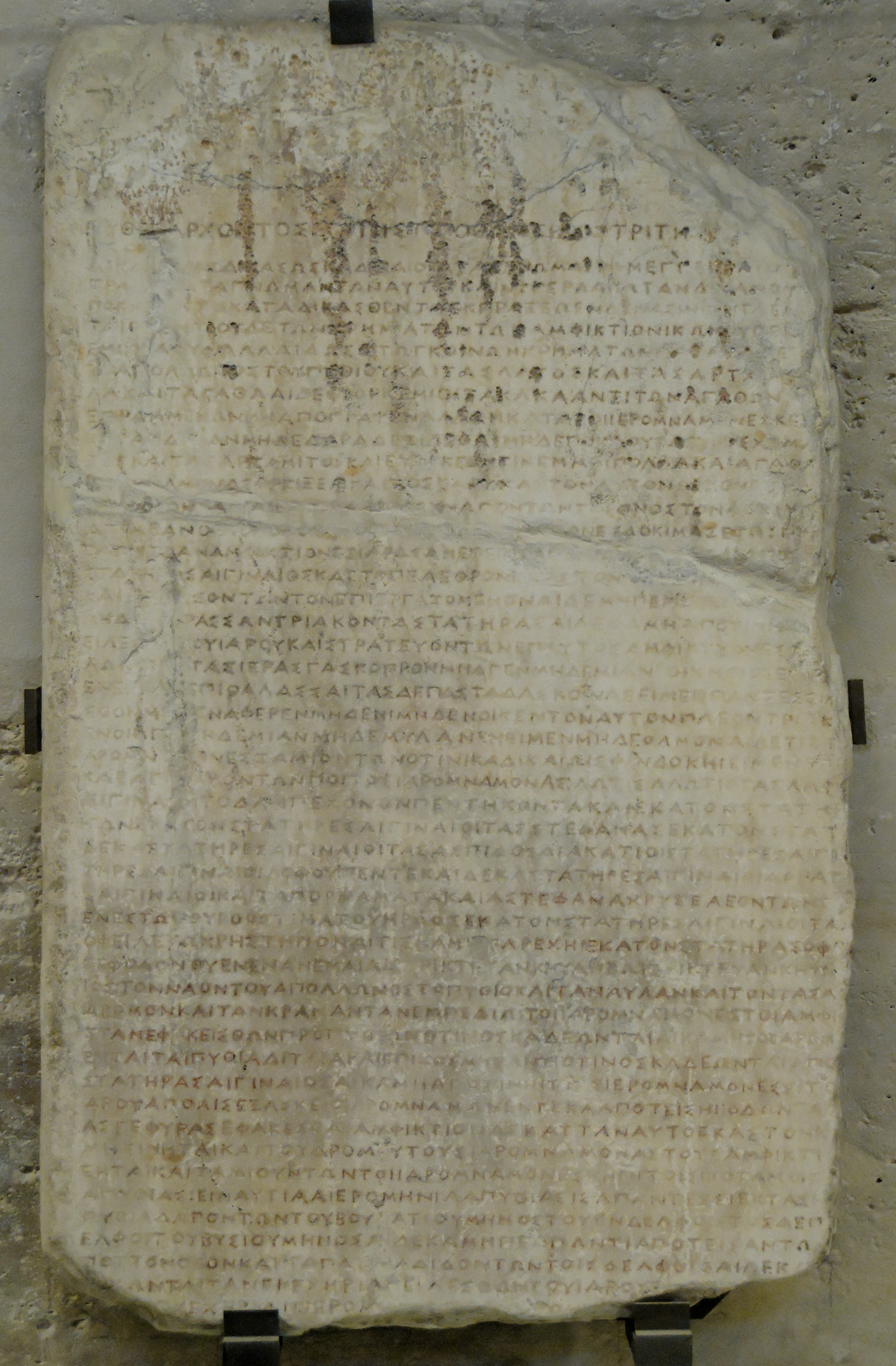
Règlement amphictyonique de Delphes. Marbre du Pentélique, IVe siècle av. J.-C. Provenance : Égine. La stèle est sciée sur l'arrière, mutilée en bas et à droite et recollée de deux fragments

Une amphictyonie désigne pendant la Grèce antique une ligue à vocation sacrée, ayant la charge de l'administration d'un sanctuaire.
Ces associations avaient pour but de veiller à la célébration des fêtes et d'empêcher toute hostilité. Chacun des peuples membres y envoyait ses députés (hiéromnémons, en grec ancien ἱερομνήμων / hieromnêmôn, littéralement « archiviste sacré »), désignés par les cités-États selon un système de roulement.
Les amphictyonies les plus célèbres étaient :
- celle d'Argos, près du temple d'Héra,
- celle de Calaurie, près du sanctuaire de Poséidon,
- celle des Thermopyles, près du temple de Déméter,
- celle de Delphes, près du célèbre oracle d'Apollon.

Dans la suite, ces deux dernières se confondirent et formèrent le Conseil des Amphictyons de Delphes.

## Étymologie
Le mot vient du mot grec Ἀμφικτύονες / Amphiktyones, littéralement « ceux qui sont voisins, ceux qui habitent autour » d'un lieu donné. Ce mot désignait « des collectivités voisines, liées par des intérêts communs d'ordre religieux, économique ou défensif ». Le substantif commun αμφικτίονες, voisins, disparaît à partir d'Hérodote pour être remplacé par le nom propre Ἀμφικτύονες toujours orthographié avec upsilon grec (υ), qui désigne les membres du Conseil pyléo-delphique.
Selon la mythologie grecque, le terme venait plutôt d'Amphictyon, fils de Deucalion et de Pyrrha, fondateur de l'amphictyonie de Delphes, et frère d'Hellen, ancêtre éponyme des Grecs.

## Conseil des Amphictyons de Delphes
Initialement établie à Thermopyles, l'amphictyonie se déplaça à Delphes, avec le temple d'Apollon dans lequel se trouvait l'oracle.
Le but de cette réunion était d'examiner les affaires de la Grèce, de prévenir les guerres, de juger toutes sortes de causes, principalement les attentats contre le droit des gens et la sainteté du temple de Delphes. Si les nations condamnées par un arrêt des Amphictyons n'obéissaient pas, l'assemblée était en droit d'armer contre le peuple rebelle toute la confédération et de l'exclure de la Ligue amphictyonique. Le Conseil des Amphictyons fit entreprendre plusieurs guerres sacrées. L'une d'elles fournit à Philippe II de Macédoine l'occasion d'entrer dans le Conseil et d'intervenir dans les affaires de la Grèce.

## Amphictyonie israélite
Par analogie avec l'amphictyonie grecque, Martin Noth postule l'existence d'une confédération similaire des douze tribus. Mais il y avait un sanctuaire commun, où peu à peu s'est forgée une praxie et une tradition pan-israélite. Très difficilement démontrable, cette théorie est maintenant abandonnée par la majorité des vétérotestamentaires et historiens d'Israël.